# 特蕾西·威尔逊
特蕾西·威尔逊（英語：Tracy Wilson，1961年9月25日—），加拿大女子花样滑冰运动员。她曾代表加拿大参加1984年和1988年冬季奥林匹克运动会花样滑冰比赛，其中1988年冬季奥运会获得一枚铜牌。